# Priti Patel
Priti Sushil Patel (født 29. marts 1972 i London) er en britisk konservativ politiker, der var indenrigsminister i Boris Johnsons regering fra 2019 til 2022. Hun er tillige medlem af Underhuset.
Hun var minister for international udvikling i Theresa Mays regering frem til, at hun den 8. november 2017 blev tvunget til at træde tilbage.

## Liv og virke

### Baggrund
Priti Patel voksede op i South Harrow og Ruislip. Hendes forældre er af indisk herkomst: familien har rødder i delstaten Gujarat og kom i 1960-erne fra Uganda til Hertfordshire kort før Idi Amin kom til magten i Uganda og udviste mange af de indere og pakistanere, som det britiske styre havde hentet til landet. Hun gik på pigeskole i Watford og studerede derefter økonomi, sociologi og socialbiologi ved Keele University og University of Essex.

### Politisk karriere
I 2010 vandt hun en plads i Underhuset efter valgsejr i valgkredsen Witham i Essex. Hun beskæftigede sig især med forsvarsspørgsmål.
Hun var juniorminister i Finansdepartementet, og efter de britiske underhusvalg i 2015 blev hun i maj samme år minister for beskæftigelse i David Camerons regering.
I regeringen Cameron var hun del af det mindretal i kabinettet, som ytrede sig til fordel for et Brexit. Som begrundelse anførte hun, at man derved kunne bruge flere ressourcer på skolerne og sundhedsvæsenet, men havde problemer med at bevise det.
I Theresa Mays første regering fra 13. juli 2016 blev hun minister for international udvikling og beholdt denne post etter valgsejren i valgene i 2017.
Den 8. november 2017 måtte Priti Patel træde tilbage som minister i Mays regering, fordi hun ikke havde været åben om sin virksomhed under en rejse til Israel i august 2017. Turen blev oprindelig beskrevet som ferie, men Patel mødte ledende politikere og forretningsfolk på turen, blandt andet Israels statsminister Benjamin Netanyahu. Patel udtalte til medierne i begyndelsen af november 2017, at hun havde informeret udenrigsminister Boris Johnson og andre i det britiske udenrigsdepartementet om møderne. Nogen dage senere trak hun dette udsagn tilbage.